# THE IDOLM@STER SHINY COLORS Synthe-Side
『THE IDOLM@STER SHINY COLORS Synthe-Side』（アイドルマスター シャイニーカラーズ シンセ・サイド）は、2022年4月23日のライブイベント会場で販売されたCDシリーズ。全3枚。

## 概要
「アイドルマスター シャイニーカラーズ」のキャラクターソングCDシリーズ第7弾。発売元はランティス。
シリーズでは初となる、複数のユニットによるコラボCD。メンバーによるソロバージョンと、カラオケバージョンが同時収録されている。
2022年4月23・24日に行われたライブイベント『THE IDOLM@STER SHINY COLORS 4th LIVE 空は澄み、今を越えて。』の会場で販売された。
同年6月15日から、一般向けに順次販売された。

## 01
2022年6月15日一般発売。アンティーカとストレイライトのコラボ曲を収録。
収録曲
1. Killer×Mission
歌：アンティーカ×ストレイライト
作詞：真崎エリカ、作曲：本多友紀（Arte Refact）、編曲：河合泰志（Arte Refact）
2. Killer×Mission（月岡恋鐘ver.）
歌：月岡恋鐘（礒部花凜）
3. Killer×Mission（田中摩美々ver.）
歌：田中摩美々（菅沼千紗）
4. Killer×Mission（白瀬咲耶ver.）
歌：白瀬咲耶（八巻アンナ）
5. Killer×Mission（三峰結華ver.）
歌：三峰結華（希水しお）
6. Killer×Mission（幽谷霧子ver.）
歌：幽谷霧子（結名美月）
7. Killer×Mission（芹沢あさひver.）
歌：芹沢あさひ（田中有紀）
8. Killer×Mission（黛冬優子ver.）
歌：黛冬優子（幸村恵理）
9. Killer×Mission（和泉愛依ver.）
歌：和泉愛依（北原沙弥香）
10. Killer×Mission（Off Vocal）

## 02
2022年7月13日一般発売。放課後クライマックスガールズとノクチルのコラボ曲を収録。
収録曲
1. 相合学舎
歌：放課後クライマックスガールズ×ノクチル
作詞：古屋真、作曲・編曲：藤井健太郎（HANO）
2. 相合学舎（小宮果穂ver.）
歌：小宮果穂（河野ひより）
3. 相合学舎（園田智代子ver.）
歌：園田智代子（白石晴香）
4. 相合学舎（西城樹里ver.）
歌：西城樹里（永井真里子）
5. 相合学舎（杜野凛世ver.）
歌：杜野凛世（丸岡和佳奈）
6. 相合学舎（有栖川夏葉ver.）
歌：有栖川夏葉（涼本あきほ）
7. 相合学舎（浅倉透ver.）
歌：浅倉透（和久井優）
8. 相合学舎（樋口円香ver.）
歌：樋口円香（土屋李央）
9. 相合学舎（福丸小糸ver.）
歌：福丸小糸（田嶌紗蘭）
10. 相合学舎（市川雛菜ver.）
歌：市川雛菜（岡咲美保）
11. 相合学舎（Off Vocal）

## 03
2022年8月10日一般発売。イルミネーションスターズ・アルストロメリア・シーズのコラボ曲を収録。
収録曲
1. Secret utopIA
作詞：渡邊亜希子、作曲・編曲：秋浦智裕（agehaspring Party）
歌：イルミネーションスターズ×アルストロメリア×シーズ
2. Secret utopIA（櫻木真乃ver.）
歌：櫻木真乃（関根瞳）
3. Secret utopIA（風野灯織ver.）
歌：風野灯織（近藤玲奈）
4. Secret utopIA（八宮めぐるver.）
歌：八宮めぐる（峯田茉優）
5. Secret utopIA（大崎甘奈ver.）
歌：大崎甘奈（黒木ほの香）
6. Secret utopIA（大崎甜花ver.）
歌：大崎甜花（前川涼子）
7. Secret utopIA（桑山千雪ver.）
歌：桑山千雪（芝崎典子）
8. Secret utopIA（七草にちかver.）
歌：七草にちか（紫月杏朱彩）
9. Secret utopIA（緋田美琴ver.）
歌：緋田美琴（山根綺）
10. Secret utopIA（Off Vocal）

### ユニットメンバー
1. 1 2  月岡恋鐘（礒部花凜）、田中摩美々（菅沼千紗）、白瀬咲耶（八巻アンナ）、三峰結華（希水しお）、幽谷霧子（結名美月）
2. 1 2  芹沢あさひ（田中有紀）、黛冬優子（幸村恵理）、和泉愛依（北原沙弥香）
3. 1 2  小宮果穂（河野ひより）、園田智代子（白石晴香）、西城樹里（永井真里子）、杜野凛世（丸岡和佳奈）、有栖川夏葉（涼本あきほ）
4. 1 2  浅倉透（和久井優）、樋口円香（土屋李央）、福丸小糸（田嶌紗蘭）、市川雛菜（岡咲美保）
5. 1 2  櫻木真乃（関根瞳）、風野灯織（近藤玲奈）、八宮めぐる（峯田茉優）
6. 1 2  大崎甘奈（黒木ほの香）、大崎甜花（前川涼子）、桑山千雪（芝崎典子）
7. 1 2  七草にちか（紫月杏朱彩）、緋田美琴（山根綺）